# Protobarleeia
Genre
Protobarleeia est un genre de mollusques gastéropodes de la famille des Barleeiidae.

## Liste d'espèces
Selon World Register of Marine Species (30 octobre 2017) :
- Protobarleeia myersi (Ladd, 1966)
- Protobarleeia pyrrocincta Absalão, 2002